# Homokbödöge
Homokbödöge là một thị trấn thuộc hạt Veszprém, Hungary. Thị trấn này có diện tích 16,15 km², dân số năm 2010 là 686 người, mật độ 42 người/km².